# Agostinho Lopes
Agostinho Nuno de Azevedo Ferreira Lopes (Guidões, Trofa, 16 de Novembro de 1944) é um economista, engenheiro, professor, cronista e político anti-fascista comunista português, deputado à Assembleia da República na VI Legislatura pelo Círculo Eleitoral de Santarém, e nas VIII, X, XI e XII Legislaturas da Terceira República Portuguesa pelo Círculo Eleitoral de Braga, num total de 20 anos, pelo Partido Comunista Português.

## Biografia
Agostinho Lopes é licenciado em Engenharia Químico-Industrial pela Faculdade de Engenharia do Porto, onde se torna dirigente da Associação de Estudantes dessa Faculdade nos anos lectivos de 1968/69 e 1969/70. Trabalhou como professor do Ensino Secundário nos anos lectivos de 1970/71, 1971/72 e 1973/74 no Barreiro e em Fafe. Integra a dinamização dos Grupos de Estudo dos Professores do Ensino Secundário (GEPDES).

### Actividade Política

#### Década de 60
Participa no Movimento de Unidade Democrática de oposição ao regime do Estado Novo. Adere ao Partido Comunista Português em 1968. 

#### Década de 70
Após a Revolução de 25 de Abril de 1974 é candidato à Assembleia Constituinte pelo círculo do Porto nas listas do Partido Comunista Português, não sendo eleito. Em 1975 torna-se funcionário do PCP e é escolhido pelos militantes deste partido para membro da direção da sua Organização Regional do Norte, estando a seu cargo a organização dos Pequenos e Médios Agricultores, responsabilidades que mantém até 1979. Será candidato à Assembleia da República pelo círculo eleitoral de Bragança nas Eleições legislativas de 1976, e pelo círculo eleitoral de Vila Real nas Eleições legislativas portuguesas de 1979. No IX Congresso do PCP, em 1979, será eleito membro do Comité Central do PCP.

#### Década de 80
Entre 1980 e 1988 são atribuídas a Agostinho Lopes responsabilidades de direção da Organização Regional de Trás-os-Montes do PCP. É candidato nas eleições autárquicas à Assembleia Municipal de Vila Real, onde será eleito de 1979 a 1988. Será também, mais uma vez, candidato à Assembleia da República nas listas da Aliança Povo Unido pelo círculo eleitoral de Vila Real nas Eleições legislativas de 1980, de 1985 e de 1987.

#### Década de 90
No XIV Congresso do PCP é eleito membro do Secretariado e da Comissão Política desse partido, nos quais lhe são conferidas responsabilidades no gabinete do PCP no Parlamento Europeu e na área da economia, com destaque para o sector da agricultura, dos Pequenos e Médios Empresários e do Movimento Cooperativo. É de novo candidato à Assembleia da República nas Eleições legislativas portuguesas de 1991 nas listas da Coligação Democrática Unitária pelo círculo eleitoral de Santarém, sendo eleito deputado pela primeira vez. Nas Eleições legislativas de 1995 é candidato a deputado pelo círculo de Vila Real, sendo de novo eleito.

#### Década de 2000
Nas Eleições legislativas de 2002, de 2005 e de 2009 é eleito deputado à Assembleia da República pelo Círculo eleitoral de Braga. Em 2008, no XVIII congresso do PCP, Agostinho Lopes deixa de integrar a Comissão Política deste partido.

#### Década de 2010
Em 2012, Agostinho Lopes conclui o seu percurso como deputado, sendo substituído no cargo por Carla Cruz.

#### Década de 2020
No XXI Congresso do PCP, ao fim de mais de 40 anos como membro do Comité Central do Partido Comunista Português, Agostinho Lopes deixa de integrar a lista candidata a este órgão do PCP.

## Obra publicada
"A Política da Mão de Obra Barata do Ministério da Educação Nacional" - 1971.

## Ligações Externas
- Crónicas de Agostinho Lopes no Jornal Económico
- Crónicas de Agostinho Lopes no Jornal Público
- Crónicas de Agostinho Lopes no AbrilAbril